# 乡李上村
乡李上村，中华人民共和国山东省东营市利津县北宋镇所辖行政村。位于利津县西南部。全村人口81户，328人(2010年底)。耕地面积450亩。行政区划代码370522101253。